# Pa amb oli

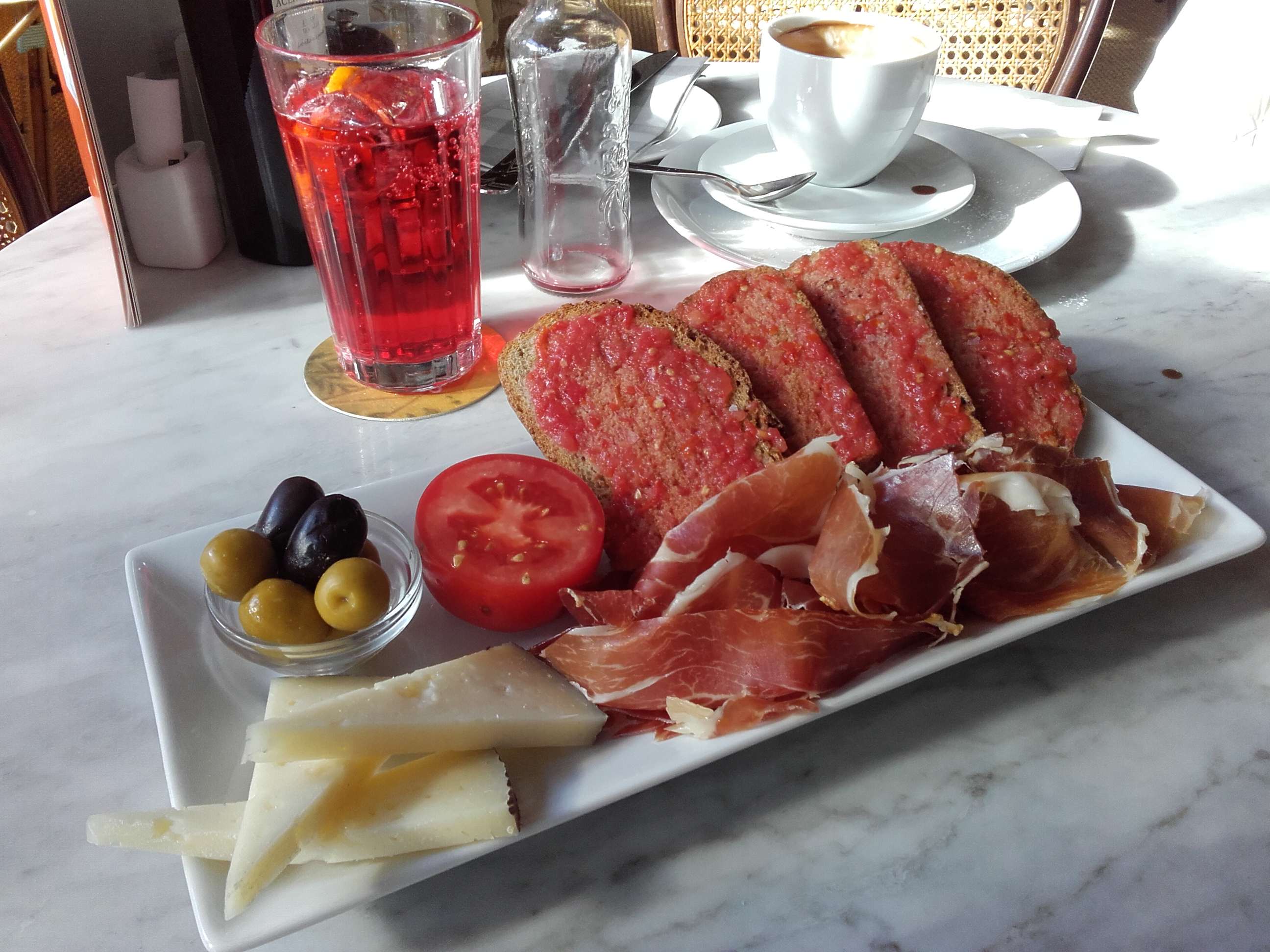
Pa amb oli con jamón serrano, formaggio e olive

Il pa amb oli (che in catalano significa "pane con olio", in spagnolo pan con aceite), è una delle ricette tipiche della cucina maiorchina. Anche se è simile al pa amb tomàquet catalano, se ne differenzia nel tipo di pane impiegato e la quantità di pomodoro.

## Ingredienti e preparazione[1]
- Fette di pane di payés, che può essere tostato e con aglio sfregato.

- Pomodoro ramallet sfregato sul pane. È una varietà di pomodoro autoctona di Maiorca, di piccola dimensione, con un gusto leggermente salato e amaro rispetto alla varietà del pomodoro standard commercializzato in Europa e di pelle più dura, spessa e asciutta, che permette una conservazione superiore al resto delle varietà del pomodoro, potendo incluso raggiungere i sei mesi.[2]

- Olio di oliva, aggiunto sul pane con il pomodoro sfregato. C'è chi prima aggiunge l'olio e dopo il pomodoro.

- Sale.

Si è soliti accompagnarlo a formaggio mahonés, jamón serrano, salumi, camaiot, finocchio marino e olive.

## Varianti
- Con pane tostato
- Con pomodoro tagliato
- Con aglio
- Con peperoni
- Con fichi